# 1274
1274 (MCCLXXIV) je bilo navadno leto, ki se je po julijanskem koledarju začelo na torek.

## Dogodki

### Mongolski imperij
- 23. julij - Umrlega korejskega kralja Vondžonga nasledi sin Čungnjeol, ki se poroči z eno od Kublajkanovih hčera.
- Po zavzetju Xiangyanga Kublajkan nadaljuje s postopno invazijo na Južni Song. Precej draga vojna proti Južnemu Songu in Japonski upočasni napredovanje ter primora Kublajkana, da spravi v obtok papirnati denar. 
  - 12. avgust - Umre nesposobni cesar Južnega Songa Duzong, ki je vladanje popolnoma zanemaril in se predajal prijančevanju ter razuzdanosti. Nasledi ga komaj 4 letni sin Gong, regentstvo prevzame enako nesposobni kancler Jia Sidao. 1275 ↔
- Sodelovanje med Mongoli, ki jih vodi Kublajkan, in korejsko dinastijo Gorjeo se nadgradi s poskusom zavzetja Japonske. Najprej zavzamejo otočja v Korejskem prelivu.
- 19. november - Prva bitka za Zaliv Hakata: mongolska vojska, ki se izkrca v zalivu Hakata, po številčnosti, organiziranosti in bojni opremi močno prekaša japonske samuraje. Kljub uspešnemu izkrcanju Mongoli ne napredujejo v notranjost in ostanejo na obali.

- 20. november - Tajfun uniči več kot tretjino mongolske flote, zato se glavnina demoralizirana vrne nazaj v Korejo. 1281 ↔
- Kublajkan pooblasti konfucijanskega uradnika  Lian Xixiana, da preveri utemeljenost obtožb o zlorabah oblasti v Mandžuriji.
- Čagatejski kanat: de facto voditelj Kaidu se spopada s sinovi poraženega Baraka, prav tako pa mu poskuša z vajeti uiti marionetni kan.
- Zlata horda: kneževina Smolensk se podredi Zlati hordi, ki jo vodi kan Mengu-Timur.

### Ostalo
- 1. maj - Devetletni Dante Alighieri se prvič sreča z leto dni mlajšo Beatrice Portinari.
- 7. maj - Začetek Drugega lyonskega koncila, ki ga je sklical papež Gregor X.. Gre za propadel poskus zedinjenja krščanstva, ki se je pravno formalno zedinilo samo na papirju. Bizantinski cesar Mihael VIII. Paleolog se je hotel zavarovati predvsem pred ambicijami sicilskega kralja Karla Anžujskega, ki je na vsak način hotel osvojiti Konstantinopel. Prav tako ostanejo na papirju pobude za novo križarsko vojno za osvoboditev Svete dežele.
  - Gregor X. reformira še konklave za izvolitev novega papeža, da se ne bi ponovila večletna sedisvakanca, kakršna je bila zadnja.
- 22. julij -  Po zapisih kronistov umre kralj Navare in grof Šampanje Henrik I. zaradi pretirane debelosti. Ker je umrl brez moških potomcev, izumre linija šampanjskih grofov, s tem pa se pojavi nasledstvena kriza za žepno kraljevino Navaro in bogato grofijo Šampanjo. Regentstvo prevzame njegova vdova Blanka Artoiška v imenu leto dni stare hčerke Ivane.
- 2. avgust - Anglija: angleški kralj Edvard I. se končno vrne s križarske vojne. S tem se izteče (uspešno) regentstvo kanclerja Walterja Mertona, ki se upokoji v manj zahtevno službo škofa Rochesterja.
  - En prvih dekretov novega kralja je, da morajo vsi Judje nositi rumene priponke na vidnem mestu na obleki.
  - Za vladanje bolj pomemben projekt je ponoven popis posesti in dolžnosti Hundred Rolls.
  - Prav tako si Edvard I. vzame večji kredit pri toskanskih bankirjih iz Lucce.
- 19. avgust - Kronanje Edvarda I. za angleškega kralja.
- 21. avgust - Francoski kralj Filip III. se (v drugo) poroči z Marijo Brabantsko.
- 20. oktober - Umrlega kölnskega nadškofa Engelberta II. iz Falkenburga nasledi Sigfrid II. Westerburški.
- november - Sveto rimsko cesarstvo: zbor stanov v Nürenbergu doseže, da se vse kraljeve posesti, ki so si jih po smrti Friderika II. (neupravičeno) prilastili fevdalci znotraj cesarstva, prepišejo na novega nemškega kralja Rudolfa I.. Najglasnejši nasprotnik te razlastitve je češki kralj Otokar II.
- Novi etiposki neguš negasti Jekuno Amlak (ponovno) pošlje odposlanca k egiptovskemu mameluškemu sultanu Bajbarsu, ki je hkrati suveren aleksandrijskega patriarha, in ga prosi za pomoč pri dodelitvi nove titule za etiopskega cesarja. Za prejšnja izginula pisma, ki niso našla naslovnika, okrivi jemenskega kralja. Sicer si Jekuno Amlak dopisuje tudi z bizantinskim cesarjem Mihaleom VIII. Paleologom, ki mu celo uspešno pošlje žirafo.
- Gibraltarski preliv: do tedaj več desetletij samostojna Ceuta se ukloni Marinidom.
- Ničiren, začetnik istoimenske budistične ločine se umakne v osamo na goro Minobu.
- Mojster Eckhart postane novic dominikanskega samostana v Erfurtu.

## Rojstva
- 9. februar - Ludvik Toulouški, škof Toulousa, svetnik († 1297)
- 11. julij - Robert Bruce, škotski kralj († 1329)
- 4. oktober - Rudolf I., vojvoda Zgornje Bavarske, grof Renskega Palatinata († 1319)
- 25. november - Katarina Courtenayska, naslovna cesarica Latinskega cesarstva († 1307)

Neznan datum
- Abu Dahabi, sirski islamski učenjak in zgodovinar († 1348)
- Adam Murimuth, angleški kronist († 1347)
- Erik VI., danski kralj († 1319)
- Marketo Padovanski, italijanski skladatelj in glasbeni teoretik († 1319)
- Sančo Majorški, aragonski princ, kralj Majorke († 1324)
- Šams ad-Din al-Zahabi, sirski islamski pravnik, šola Šafija († 1348)

## Smrti
- 7. marec - Tomaž Akvinski, italijanski filozof, teolog (* 1225)
- 26. junij - Nasir at-Tusi, arabski filozof, matematik, astronom, teolog, zdravnik (* 1201)
- 15. julij - Bonaventura (krstno ime Giovanni Fidanza), cerkveni učitelj, frančiškan, filozof in mistik (* 1221)
- 22. julij - Henrik I., navarski kralj, grof Šampanje in Brieja (III.) (* 1244)
- 23. julij - Vondžong, korejski kralj (* 1219)
- 12. avgust - cesar Duzong, dinastija Južni Song (* 1240)
- 15. avgust - Robert de Sorbon, francoski teolog (* 1201)
- 2. september - Munetaka, japonski princ, 6. šogun (* 1242)
- 20. oktober - Engelbert II. iz Falkenburga, kölnski nadškof (* 1220)
- 28. november - Filip Kastiljski, princ, nadškof Sevilije (* 1231)

Neznan datum
- Arnold FitzThedmar, angleški kronist (* 1201)